# Kisdombegyház
Kisdombegyház község Békés vármegye Mezőkovácsházai járásában. 1261 hektáros kiterjedésével a megye második legkisebb közigazgatási területű települése.

## Fekvése
A vármegye délkeleti részén fekszik, Dombegyház északi szomszédságában. További szomszédai: észak felől Dombiratos, északkelet felől Kevermes, délnyugat felől Battonya, északnyugat felől pedig Magyardombegyház.

### Megközelítése
Területén nagyjából észak-déli irányban végighúzódik a Csanádapáca-Dombegyház(-Arad) közti 4439-es út, közúton csak ezen érhető el mindegyik említett település irányából. Vasútvonal nem érinti, a legközelebbi vasútállomás Battonya vasútállomása.

## Közélete

### Polgármesterei
- 1990–1994: Vanger Sándor (független)[4]
- 1994–1998: Vanger Sándor (független)[5]
- 1998–2002: Vanger Sándor (független)[6]
- 2002–2006: Vanger Sándor (független)[7]
- 2006–2010: Tonka István Jánosné (független)[8]
- 2010–2014: Tonka István Jánosné (független)[9]
- 2014–2019: Magyar Zsolt István (Fidesz-KDNP)[10]
- 2019–2024: Magyar Zsolt István (Fidesz-KDNP)[11]
- 2024– : Magyar Zsolt István (Fidesz-KDNP)[1]

## Népesség
A település népességének változása:
| Lakosok száma | 463  | 467  | 467  | 374  | 373  | 370  | 347  |
|               | 2013 | 2014 | 2015 | 2021 | 2022 | 2023 | 2024 |

2001-ben a település lakosságának közel 100%-a magyar nemzetiségűnek vallotta magát.
A 2011-es népszámlálás során a lakosok 95,3%-a magyarnak, 4,2% cigánynak, 3% románnak mondta magát (3% nem nyilatkozott; a kettős identitások miatt a végösszeg nagyobb lehet 100%-nál). A vallási megoszlás a következő volt: római katolikus 60,7%, református 8,1%, evangélikus 0,2%, felekezeten kívüli 21,9% (4,7% nem nyilatkozott).
2022-ben a lakosság 87,9%-a vallotta magát magyarnak, 4,6% románnak, 1,1% szerbnek, 0,3-0,3% németnek, örménynek, bolgárnak és szlováknak, 0,8% egyéb, nem hazai nemzetiségűnek (8,8% nem nyilatkozott; a kettős identitások miatt a végösszeg nagyobb lehet 100%-nál). Vallásuk szerint 30% volt római katolikus, 1,9% református, 0,5% ortodox, 0,8% egyéb keresztény, 0,5% egyéb katolikus, 7,8% felekezeten kívüli (58,4% nem válaszolt).